# Eesha Khare
Pour les articles homonymes, voir Khare.
Eesha Khare est une lycéenne américaine d'origine indienne, qui a créé un chargeur de téléphone portable ultra rapide.

## Biographie
Âgée de 18 ans, l'étudiante à Lynbrook High School en Californie est arrivée finaliste au Intel International Science and Engineering Fair tenu le 17 mai 2013 à Phoenix où 1 600 autres participants sont venus de plus de 70 pays. Elle a remporté le prix de 50 000 dollars par la Fondation Young Scientist Award Intel. Sa nouvelle invention, qu'elle a baptisée Supercapacitor, permettrait de recharger son téléphone en 20 secondes et avec 10 000 cycles de rechargements au lieu des 1 000 cycles d'une batterie classique actuelle, grâce au système de supercondensateur ("basé sur le stockage d'énergie dans un petit volume"). Cette invention mesure environ 2,5 cm de long et quelques millimètres d'épaisseur.
Elle pourrait donc remplacer la batterie actuelle dans les années à venir, mais sous réserve de développement des capacités d'application pratique, en cours de recherche en électrométallurgie (non en électronique).
Ce "super chargeur" (ou "nano-batterie") a déjà attiré l'attention de Google et d'autres géants technologiques pour les téléphones portables, mais intéresse aussi l'industrie des batteries d'ordinateurs et de voitures.

### Articles de journaux
- (en) Viyat, « Eesha Khare : Inventing the One Minute Mobile Phone Charger », Techno Grafy,‎ 12 avril 2014 (lire en ligne).
- (en) Tom Dry, « StoreDot smartphone battery 'charges in 30 seconds' », The Daily Telegraph,‎ 10 avril 2014 (lire en ligne).
- (en) Samantha Levine, « Four Young Female Inventors and Innovators Make Disruptive Technology Sound Fun », The Daily Beast,‎ 4 avril 2014 (lire en ligne).
- (de) Bernd Schöne, « Wie super ist der Superkondensator? », Die Welt,‎ 29 mai 2013 (lire en ligne).
- Rédaction La Tribune, « Une ado américaine trouve un système pour recharger son portable en... 30 secondes », La Tribune,‎ 22 mai 2013 (lire en ligne).
- « Eesha Khare, 18 ans, invente un système pour recharger son téléphone... en 20 secondes », Atlantico,‎ 22 mai 2013 (lire en ligne).
- Jacques Cheminat, « Une étudiante accélère le chargement des batteries des smartphones », Le Monde informatique,‎ 21 mai 2013 (lire en ligne).

- (en) Krystie L. Yandoli, « Eesha Khare, 18-Year-Old, Invents Device That Charges Cell Phone Battery In Under 30 Seconds », The Huffington Post,‎ 20 mai 2013 (lire en ligne).

### Sources sur le web
- « Recharger votre smartphone en 20 secondes : Eesha Khare », sur Informatelecom, 18 janvier 2014